# Dolopsidea carinata
Dolopsidea carinata är en stekelart som först beskrevs av William Harris Ashmead 1889.  Dolopsidea carinata ingår i släktet Dolopsidea och familjen bracksteklar. Inga underarter finns listade i Catalogue of Life.